# Lasioserica kubani
Lasioserica kubani är en skalbaggsart som beskrevs av Ahrens 2000. Lasioserica kubani ingår i släktet Lasioserica och familjen Melolonthidae. Inga underarter finns listade i Catalogue of Life.